# Juan Gris
José Victoriano Carmelo Carlos González-Pérez, connu sous le nom de Juan Gris, né le 23 mars 1887 à Madrid et mort le 11 mai 1927 à Boulogne-Billancourt, est un peintre espagnol proche du cubisme, qui vécut et travailla en France à partir de 1906.

## Biographie

### Enfance et jeunesse madrilène
José Victoriano Carmelo Carlos González-Pérez, qui choisira plus tard le nom de Juan Gris, naît à Madrid, le treizième et avant-dernier enfant d'une famille aisée. Son père est propriétaire d'une papeterie-maroquinerie.
Très jeune, il montre un goût pour le dessin. En 1902, ses parents l'inscrivent en section de dessin industriel à la Escuela de Artes y Manufacturas à Madrid. Il contribue par des dessins à des journaux locaux. En 1904 et 1905, ayant quitté l'école, il fréquente le milieu artistique et étudie la peinture académique, qui le laisse indifférent, avec l'artiste José Moreno Carbonero, qui a également été le professeur du jeune Pablo Picasso.

### Arrivée à Paris et débuts en peinture
Fin septembre 1906, ayant définitivement adopté le pseudonyme de Juan Gris, il quitte l'Espagne pour s'installer à Paris, d'abord à l'hôtel Caulaincourt, puis au Bateau-Lavoir, où il fait la connaissance de Picasso, Guillaume Apollinaire, Max Jacob et André Salmon.
En 1907, au Bateau-Lavoir, il reprend l'atelier de Van Dongen, qu'il gardera jusqu'en 1922. Il rencontre Lucie Belin, qu'il épouse en 1908 et qui lui donnera un fils en avril 1909. Via Picasso, il rencontre le critique Maurice Raynal et les peintres André Derain, Georges Braque et Maurice de Vlaminck. Dans l'atelier de Picasso, il admire Les Demoiselles d'Avignon. Il vit modestement en plaçant des dessins dans les revues espagnoles, avec lesquelles il a gardé contact, et dans des journaux parisiens comme L'Assiette au beurre, Le Témoin ou Le Charivari.
Il se met à la peinture et son travail est remarqué par Daniel-Henry Kahnweiler, qui fréquente le Bateau-Lavoir. Sa première toile connue, Siphon et Bouteilles, une nature morte cubiste, date de 1910, année à la fin de laquelle il rencontre Pierre Reverdy, avec lequel il se lie d'amitié. Dans leur rôle de critiques d'art, Raynal et Reverdy le soutiendront avec fidélité et enthousiasme durant tout son parcours. Obligé, pour faire vivre sa famille, de continuer le dessin alimentaire qu'il déteste, Gris travaille pour Le Cri de Paris. En 1911, il se sépare de son épouse, expose dessins et toiles et commence à vendre ses premiers tableaux.
En 1912, il présente trois toiles au Salon des Indépendants, dont un Hommage à Picasso. Sa participation est remarquée par la critique, qui souligne sa singularité ou tourne en dérision son « cubisme intégral ». La même année, il expose pour la première fois en Espagne, présentant cinq toiles et trois dessins à Barcelone, dans le cadre de l'exposition Cubista. Il y vend deux toiles et recueille des critiques élogieuses. Toujours en 1912, il expose à Rouen, à Paris et deux fois à Berlin.
En février 1913, il signe avec Kahnweiler un contrat d'exclusivité. En mars, Apollinaire lui consacre un chapitre de Méditation esthétique. Les peintres cubistes.
Durant l'été 1913, il séjourne à Céret dans une maison faisant angle entre la place du Barri et le carrer Vell, face à la Porte de France. Il y retrouve Picasso et Max Jacob, et y fait la connaissance de Josette Herpin, qui deviendra sa seconde épouse.
Bien intégré au milieu artistique qui a choisi Céret comme point de rendez-vous, il y produit cinq tableaux : Un Toréador, Un Banquier, Une Guitare, Un Paysage, Un violon avec guitare. Il introduit dans ses toiles des papiers collés. Ses œuvres continuent à être exposées et Kahnweiler en vend plusieurs pendant l'année.

### Première guerre mondiale
En février 1914, Kahnweiler signe avec Michael Brenner un contrat exclusif de représentation aux Etats-Unis. Gertrude Stein achète trois tableaux de Juan Gris. Elle devient pour lui une cliente fidèle, une critique passionnée et une amie. Il passe l'été et l'automne à Collioure avec Josette. Il y rencontre Henri Matisse, avec lequel il se lie d'amitié. Quand la guerre éclate, Kahnweiler, alors en voyage en Italie, ignore l'ordre de mobilisation en provenance d'Allemagne et se réfugie en Suisse. Ayant laissé son stock de toiles à Paris, il se trouve dans l'incapacité de soutenir financièrement ses artistes. Gris, tablant sur une guerre courte, reste à Collioure où l'ont rejoint Matisse et Marquet. Sans ressources, Gris traverse une période de dénuement et, ayant refusé l'aide de Gertrude Stein et de Brenner, qui lui semble incompatible avec le contrat Kahnweiler, il revient à Paris en Novembre.
En avril 1915, d'un commun accord et empêchés par la guerre, Gris et Kahnweiler mettent fin à leur contrat. L'artiste s'engage quelques mois plus tard avec le galeriste Léonce Rosenberg. Pour échapper au contexte mortifère de la guerre, il se plonge dans le travail et produit beaucoup.
En 1916, il refuse d'exposer et de vendre, et passe une partie de l'automne à Beaulieu-lès-Loches, dont Josette est originaire. En quelques semaines, il y peint une douzaine de toiles. Revenu à Paris fin octobre, il participe au banquet célébrant la guérison d'Apollinaire et la parution de son Poète assassiné. En 1917, il se trouve mêlé aux dissensions et aux polémiques qui divisent le petit monde artistique parisien, qui vivote au milieu des restrictions dues à la guerre. Il passe la plus grande partie de 1918 à Beaulieu et revient à Paris pour assister aux obsèques d'Apollinaire. Malgré des tensions avec Rosenberg, il reconduit son contrat avec lui.

### Retour de la paix
Le 5 avril 1919, il inaugure sa première grande exposition à la Galerie de l'Effort moderne, avec une cinquantaine de toiles peintes en 1916 et 1918. Les critiques le placent aux côtés de Picasso et de Braque. Gris renoue avec Kahnweiler et lui confie des œuvres relevant de leur ancien contrat. En avril 1920, il tente de renégocier son contrat avec Rosenberg, mais reprend finalement sa liberté et signe en mai avec Kahnweiler. Fin mai, il est hospitalisé à Tenon pour une grave pleurésie. Sorti de l'hôpital en août, sa santé restera fragile. Il part en convalescence à Beaulieu, où il travaille uniquement son dessin. À l'automne, les Gris repassent par Paris avant de descendre passer l'hiver à Bandol, où Juan produira une série de « fenêtres ouvertes ».

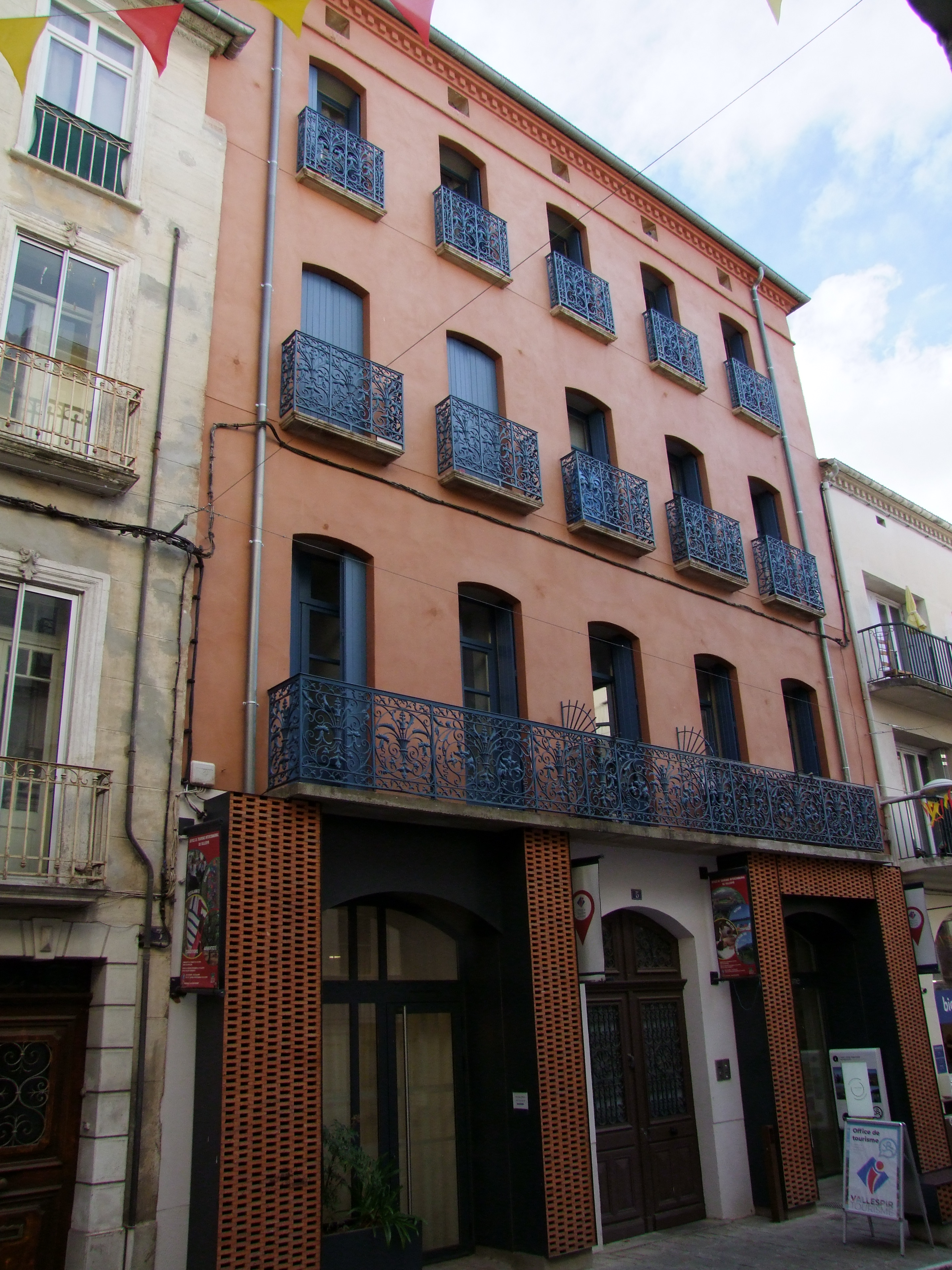
L'Hôtel Garreta était au XXe siècle l'un des plus connus de Céret, grâce à son emplacement.

En 1921, un de ses tableaux, Compotier et bouteilles (1916), entre pour la première fois dans les collections d'un musée américain. En avril, il se rend à Monte-Carlo à l'invitation de Serge Diaghilev, qui envisage de lui confier la création de décors et de costumes pour ses ballets. Après s'être brièvement séparé de Josette, ils se retrouvent pour passer l'hiver à Céret, où ils s'installent à l'hôtel Garetta. Ils y restent jusqu'en avril 1922, quand ils remontent à Paris où ils abandonnent l'atelier du Bateau-Lavoir, trop humide, pour s'installer à deux pas des Kahnweiler, rue de la Mairie, à Boulogne-sur-Seine. Les Gris participent régulièrement aux dimanches de Boulogne, organisés par les Kahnweiler.
Du 20 mars au 5 avril 1923, la galerie Simon expose cinquante toiles de Juan Gris. Les commentaires sont élogieux, même de la part de critiques qui se sont opposés aux premiers pas du Cubisme, dont il est désormais reconnu comme un des chefs de file,.
Le 30 juin, la première, à Versailles, du ballet de Diaghilev La Fête merveilleuse, révèle les décors dessinés par Juan Gris, qui retrouve en octobre Diaghilev à Monte-Carlo, où ils travaillent ensemble à de nouveaux projets. Pris par Diaghilev, Gris délaisse à contrecœur la peinture. Fatigué et déprimé, il rentre à Paris à la fin du mois de janvier 1924. Sa dernière collaboration avec Diaghilev sera la réalisation des décors de la Fête de la Croix-Rouge aux grands magasins du Printemps, le 28 mai 1924.
En avril 1925, Afred Flechtheim expose une sélection 1920-1925 dans sa galerie de Düsseldorf. En août, le collectionneur Alphonse Kann visite son atelier et achète Le Tapis bleu. Fin 1925, le docteur Reber, un collectionneur suisse, lui achète vingt-huit toiles. Les Gris descendent à Toulon, après avoir fait halte à Avignon. Le séjour à Toulon, qui prendra fin en avril 1926, lui permettra de finir douze toiles.
En 1926, Juan Gris, qui pense depuis plusieurs années à demander la naturalisation française, entre en conflit avec sa famille espagnole à ce sujet. Il décide de faire revenir en France son fils Georges, qu'il a confié à sa sœur lors de son divorce et qui vit à Madrid. De retour à Boulogne en avril 1926, il retrouve son fils, arrivé de Madrid avec la sœur de Juan.

### Dernières années
Fin novembre 1926, les Gris partent pour le Midi et s'installent à Hyères. Juan, dont la santé reste fragile (fièvre, crises d'asthme), travaille, sous morphine, à des toiles de grand format. En janvier 1927, sa santé se détériorant, les Gris se transportent, suivant l'avis de leur médecin, à Puget-Théniers, où ils restent quelques jours avant de regagner Paris sur les conseils d'un autre médecin, qui a diagnostiqué une crise d'urémie.
Le 11 mai 1927, à Boulogne-sur-Seine, Juan Gris meurt d'une crise d'urémie à l'âge de 40 ans, laissant derrière lui sa femme Josette et son fils Georges. Il est enterré le 13 mai au cimetière de l'Ouest (division 1) à Boulogne-Billancourt.

## Personnalité
Les nombreux amis qui l'ont côtoyé décrivent un artiste travailleur et méthodique, fidèle à ses engagements et à sa ligne esthétique, à l'écart de la bohème montmartroise. Ils brossent également le portrait d'un homme pondéré, intellectuel, sensible et attachant, fidèle en amitié. Tout préoccupé qu'il soit par son art, Juan Gris aime danser et ne se rend jamais aux dimanches de Boulogne sans son gramophone, entraînant ses amis, pour terminer la journée, dans les dancings parisiens.

## Évolution artistique

### En peinture
Resté toute sa vie fidèle au Cubisme en peinture (« le plus orthodoxe des cubistes »), Juan Gris joue un rôle essentiel, après la période analytique du mouvement (déconstruction, palette restreinte), dans le développement de la branche synthétique (retour à la couleur, collages). Formé à l'origine au dessin industriel, technique et publicitaire, Gris aborde la peinture en véritable théoricien rigoureux, exigeant et parfois austère, laissant cependant la place à la sensibilité et à l'intuition. Les critiques, qui reconnaissent son talent et savent le sortir de l'ombre où le tiennent Picasso et Braque, considèrent  sa période  1916-1919  comme le sommet de son œuvre. 

Juan Gris peintre
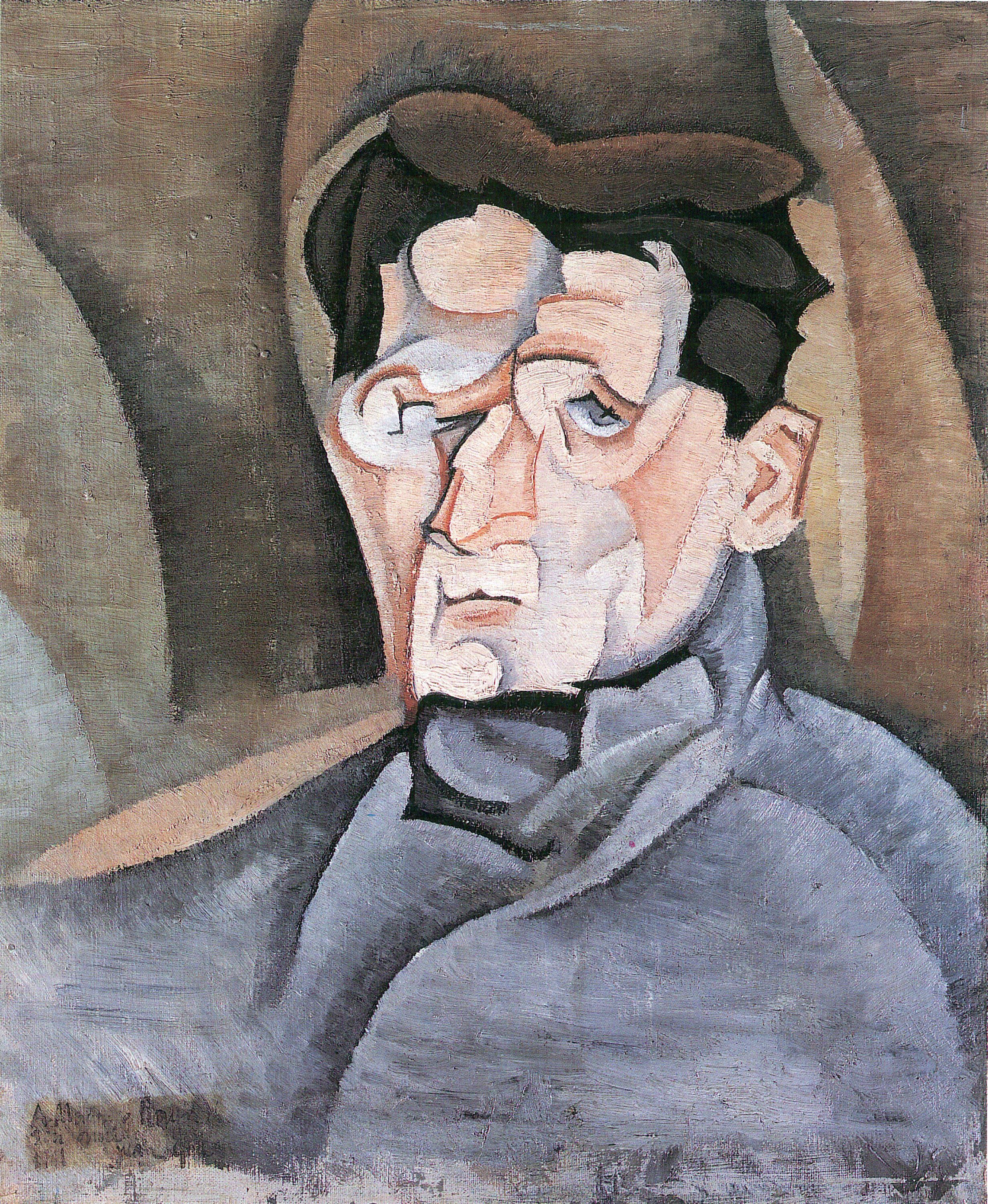
Portrait de Maurice Raynal (1911)
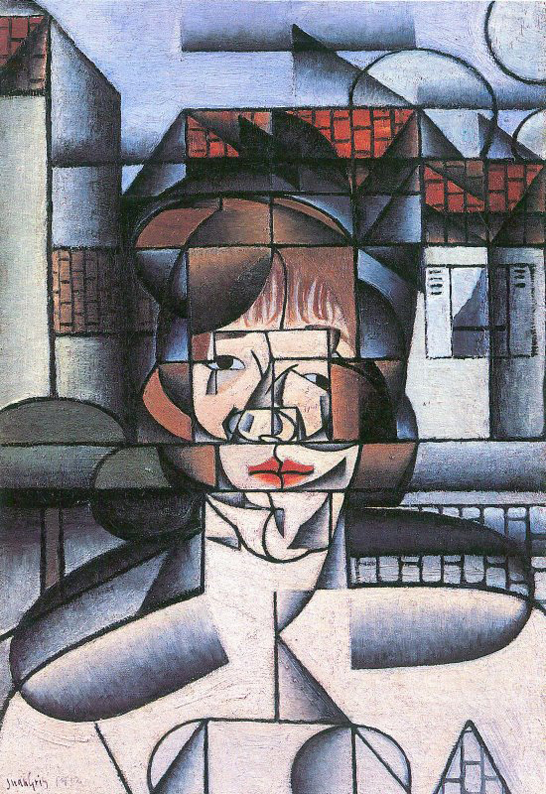
Portrait de Germaine Raynal (1912)
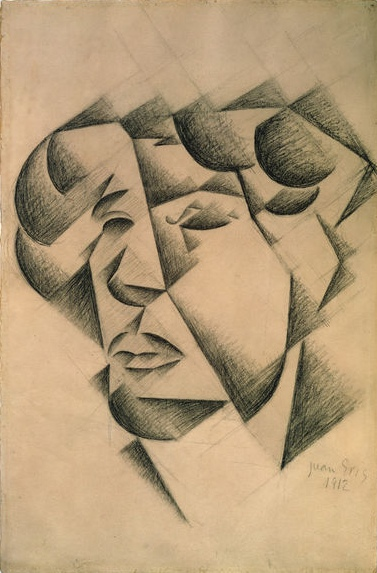
Autoportrait (1912)
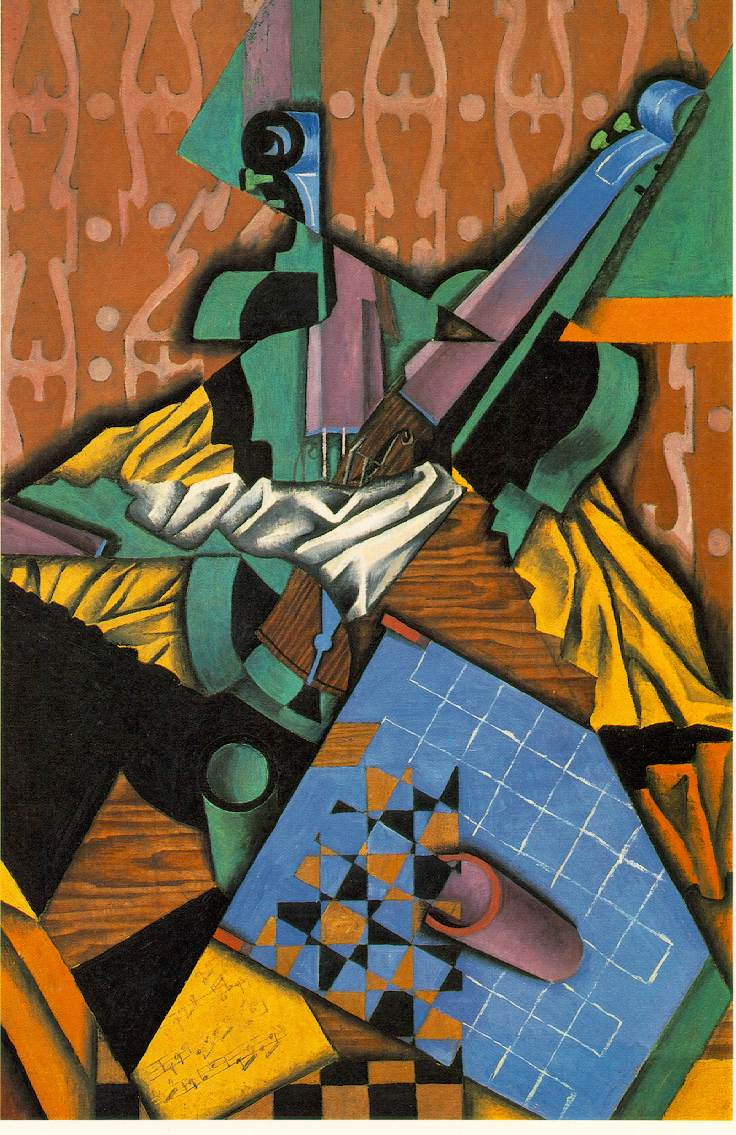
Violin and Checkerboard (1913)
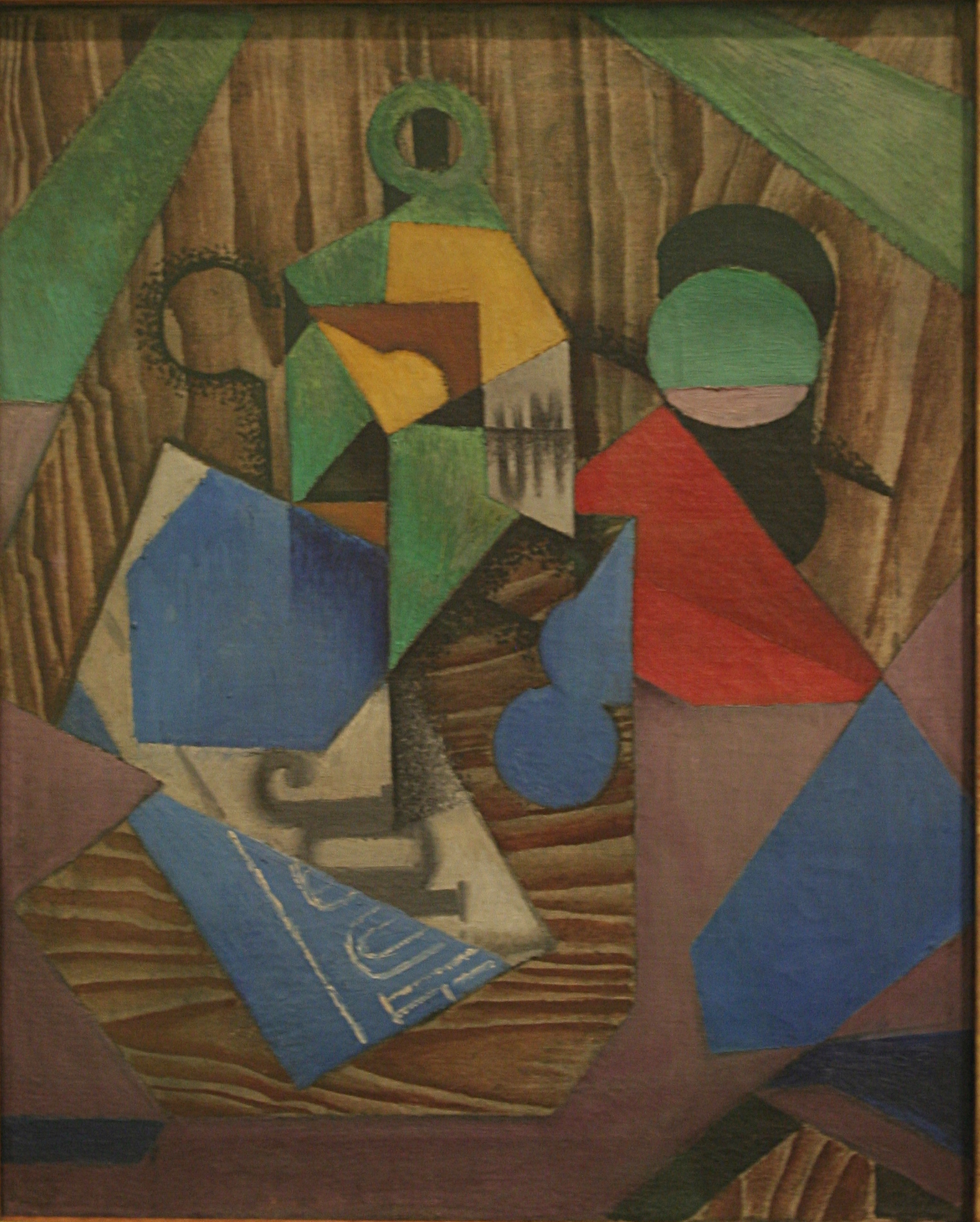
La Bouteille de rhum et le journal (1913-1914)
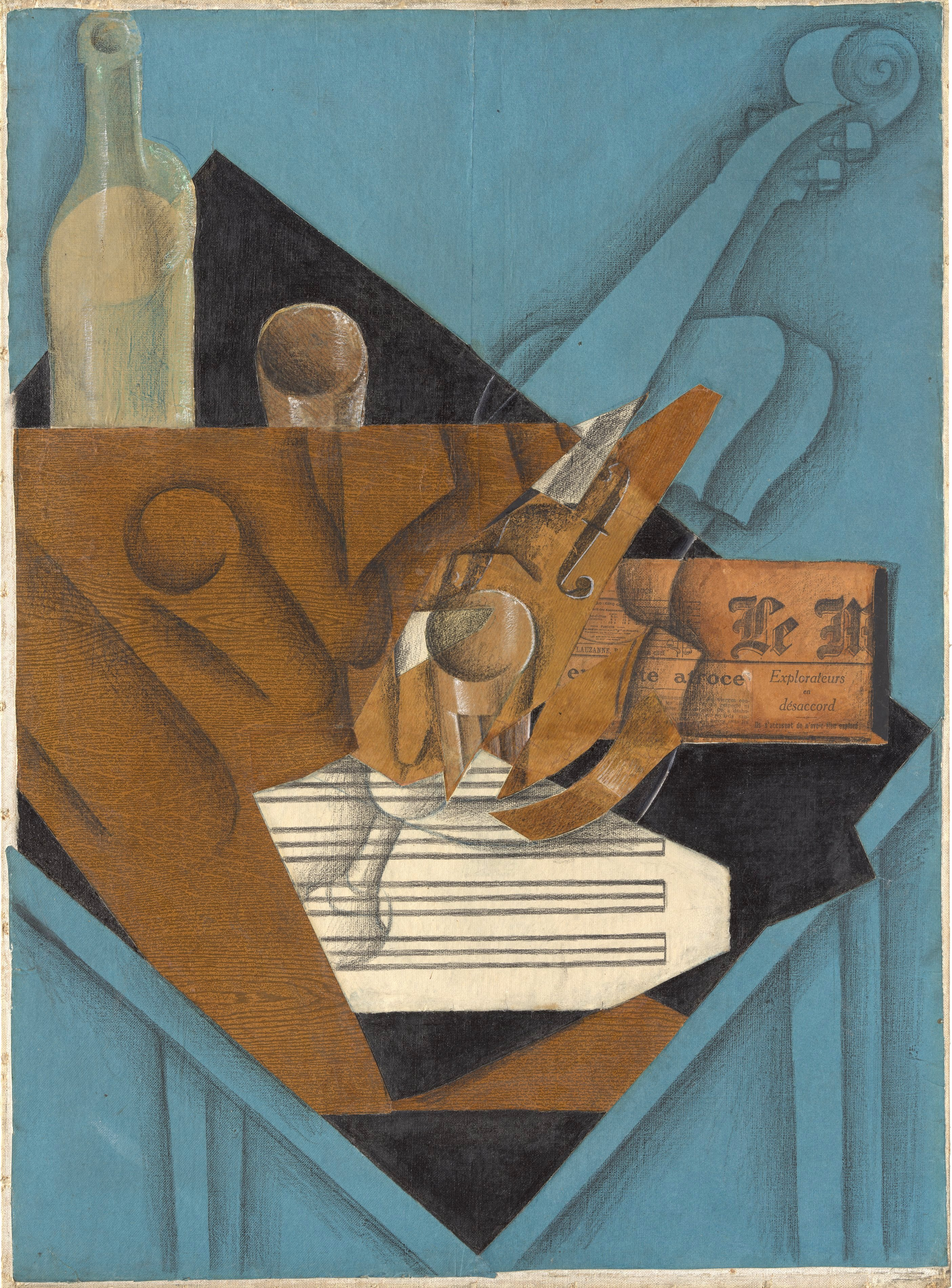
La table de musicien (1914)
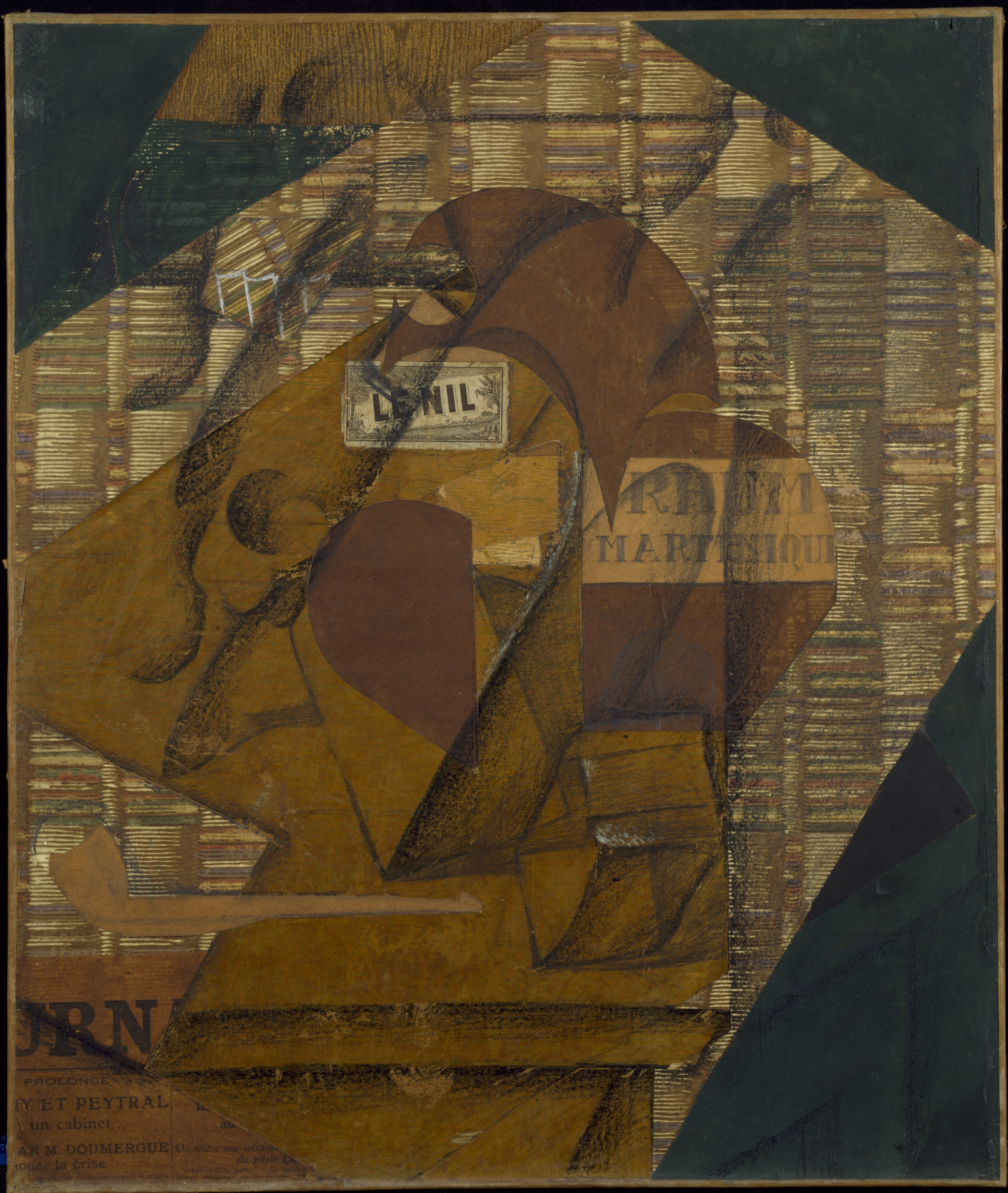
Bouteille de rhum et journal (1914)
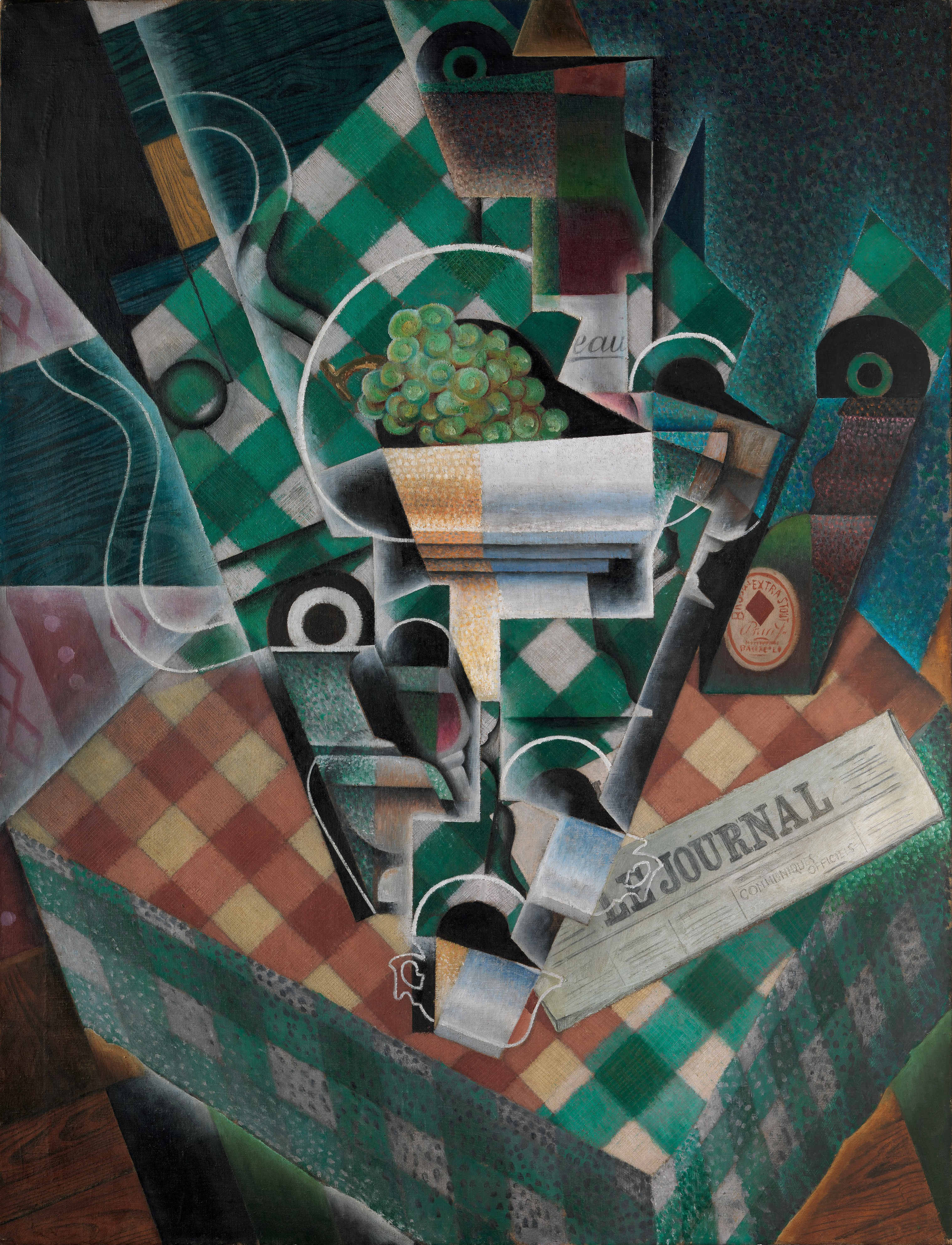
Nature morte à la nappe à carreaux (1915)
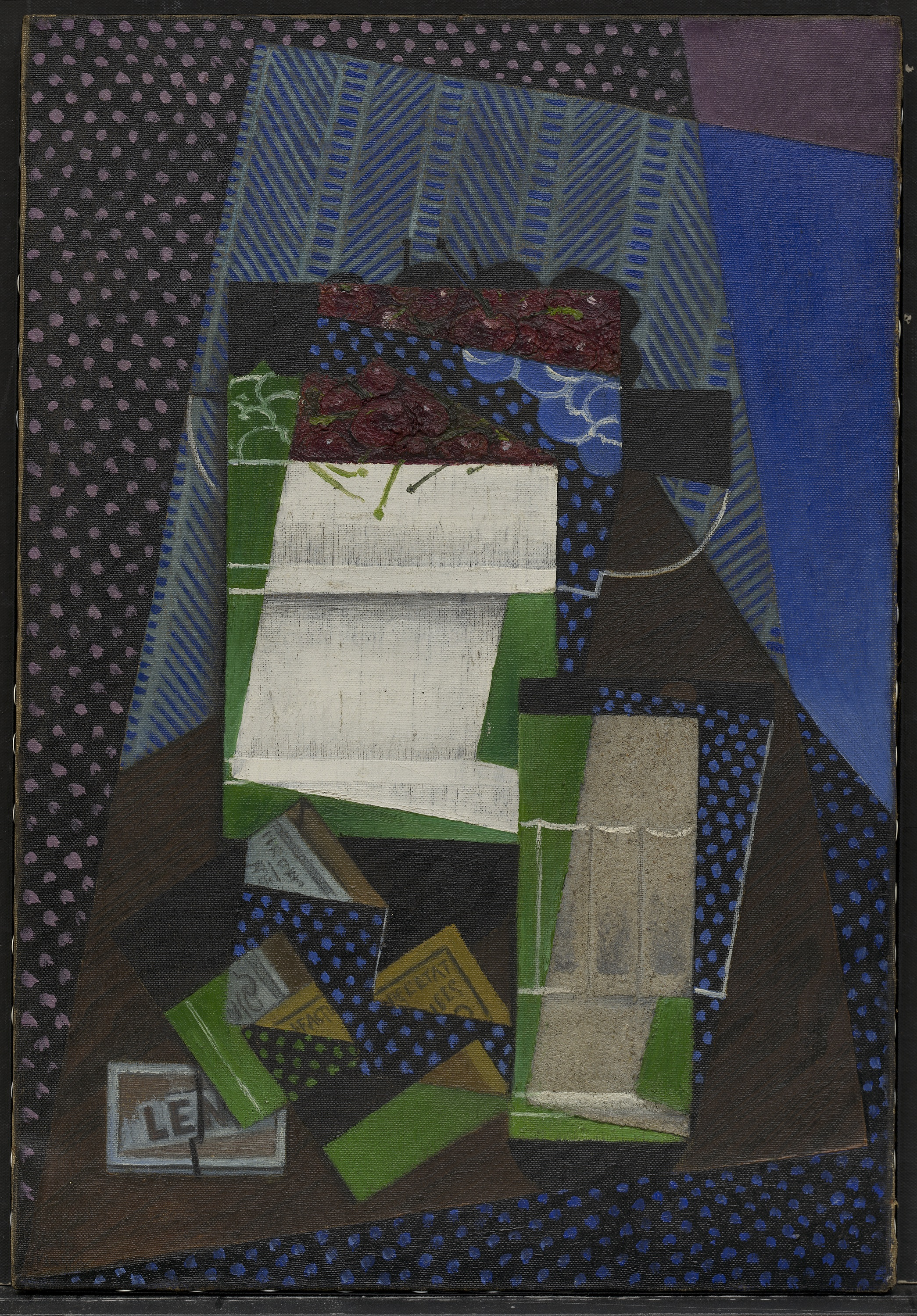
Les Cerises (1915)
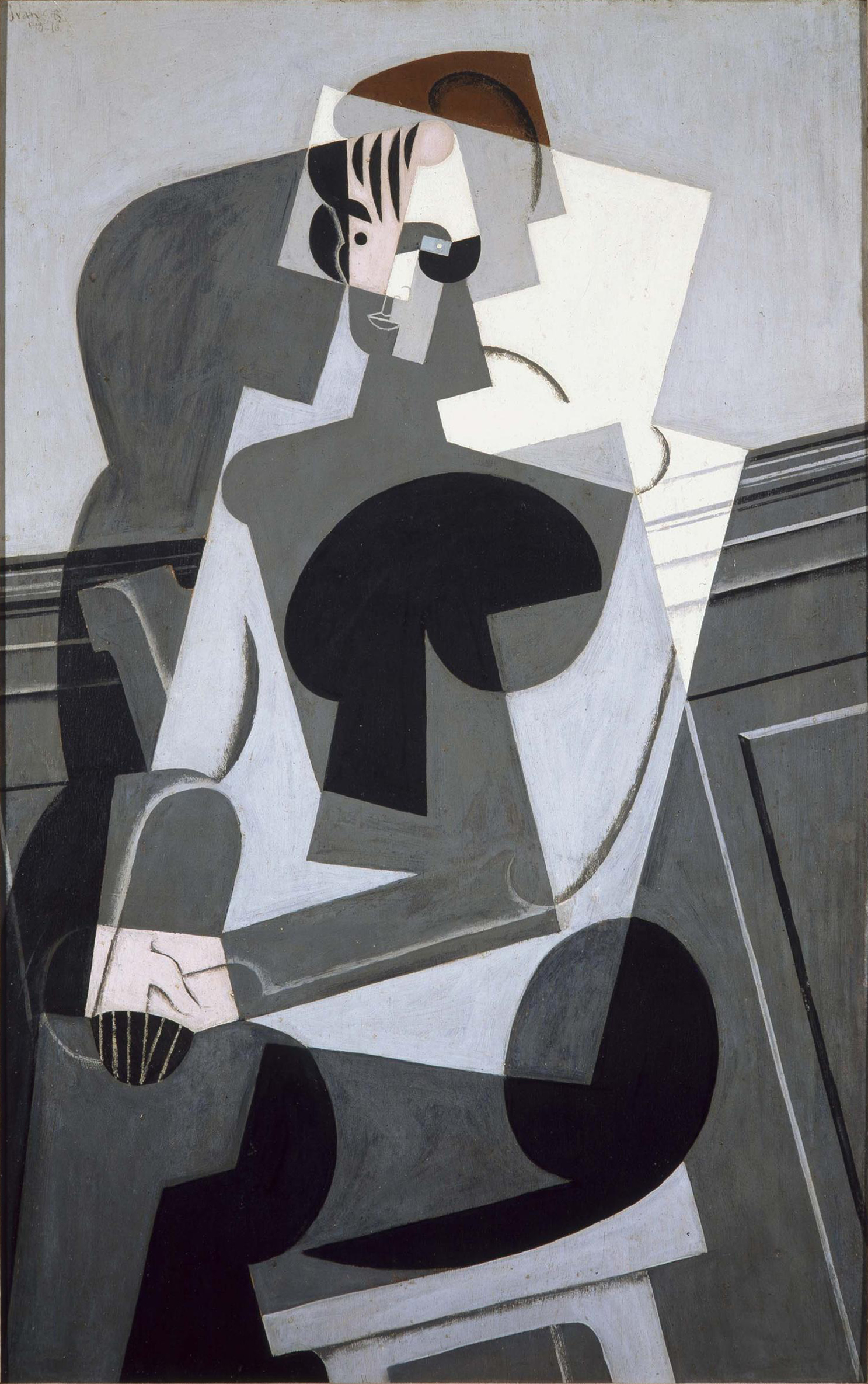
Portrait de Josette (1916)
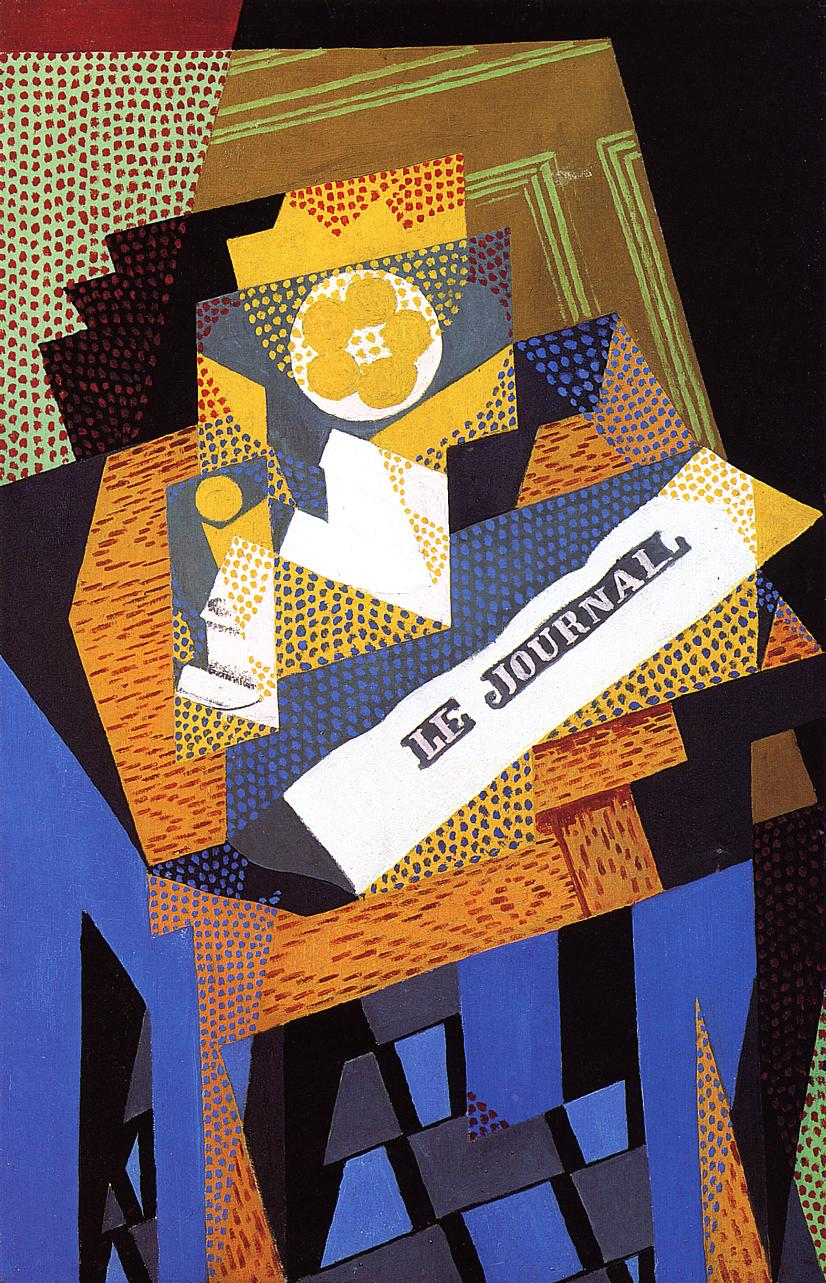
Journal et fruits (1916)
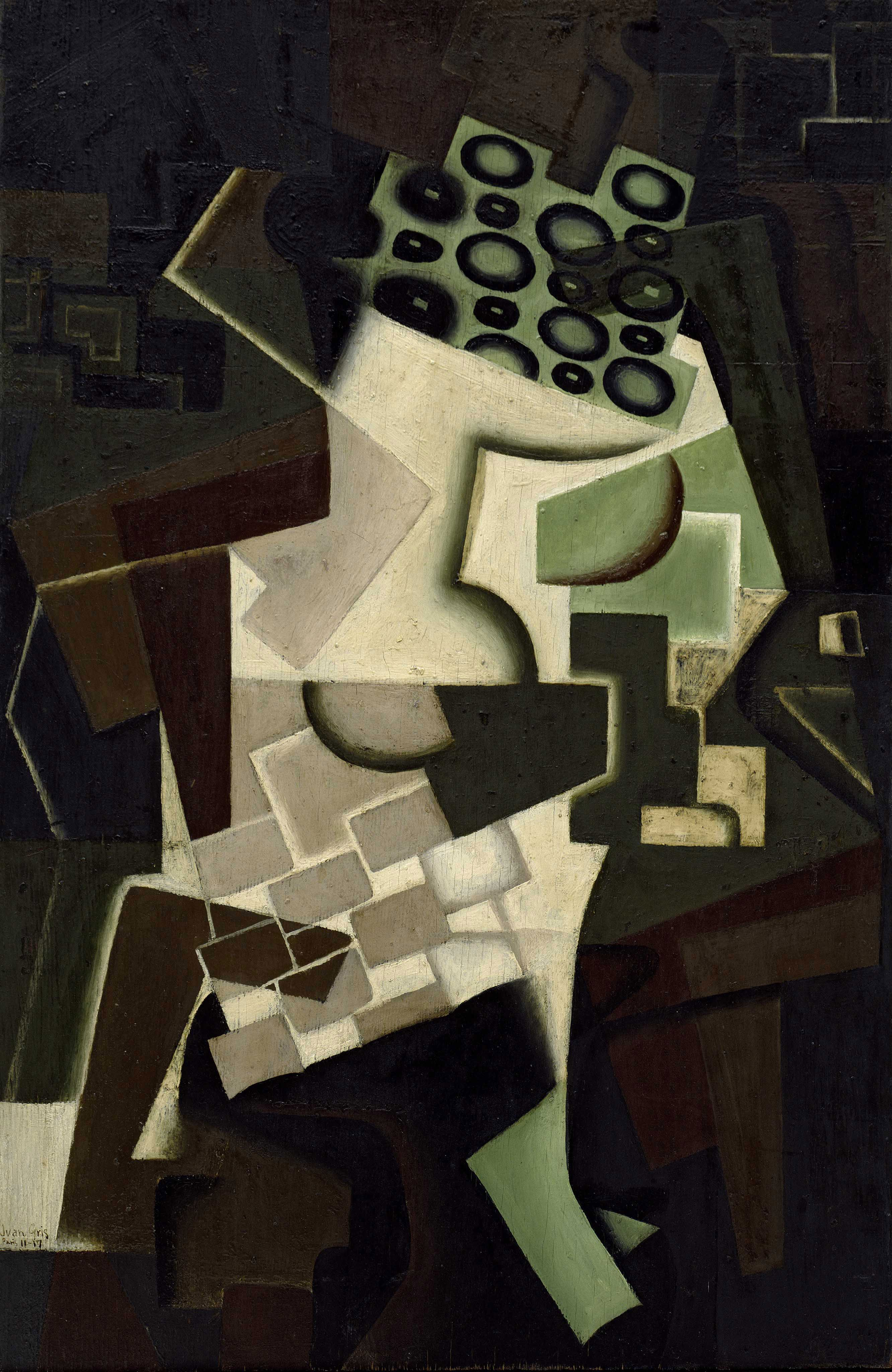
Compotier et nappe à carreaux (1917)
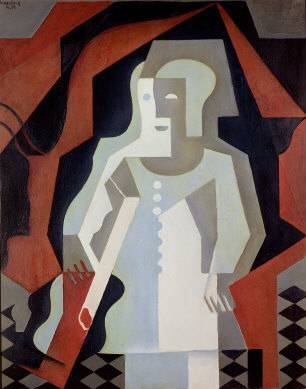
Pierrot (1919)
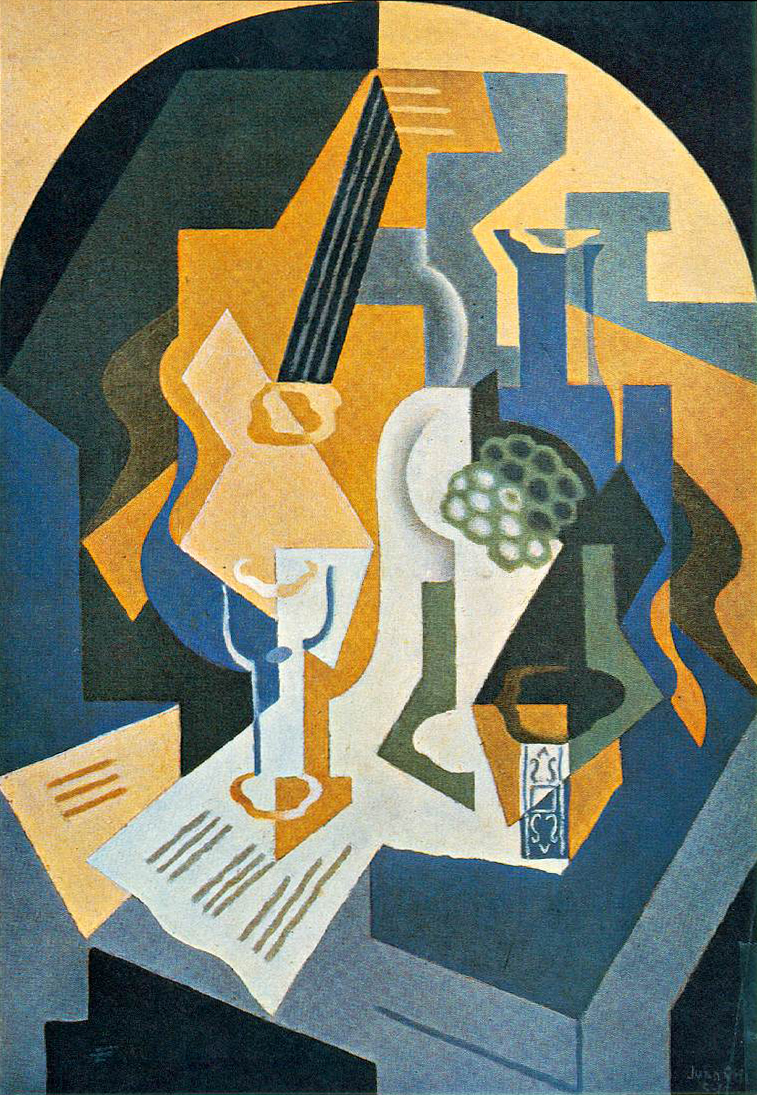
Nature morte avec fruits et mandoline (1919)
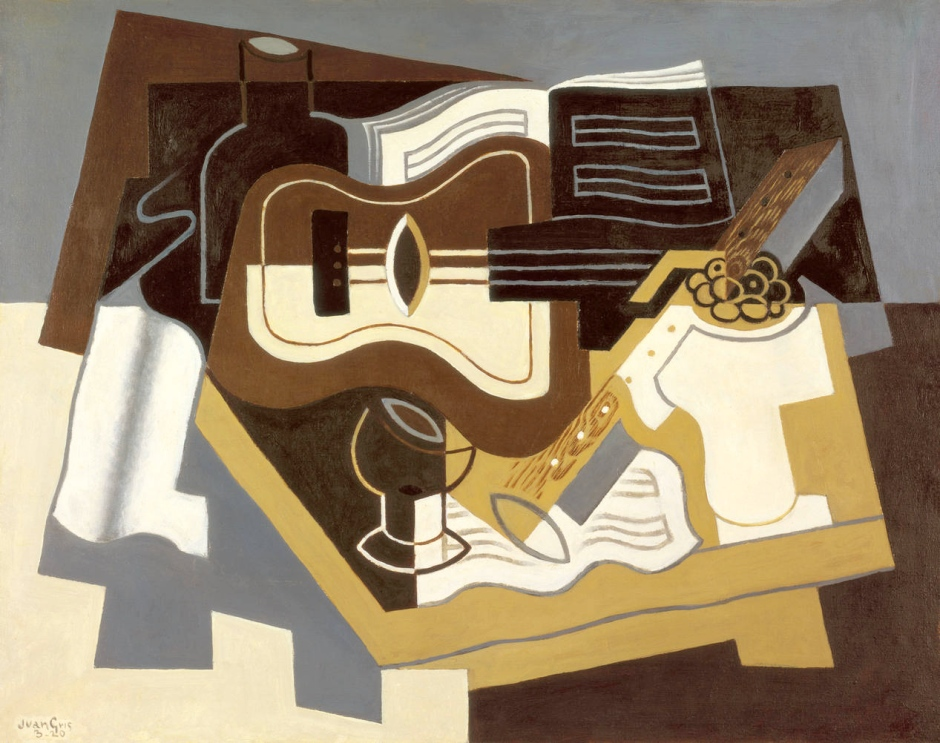
Guitare et clarinette (1920)
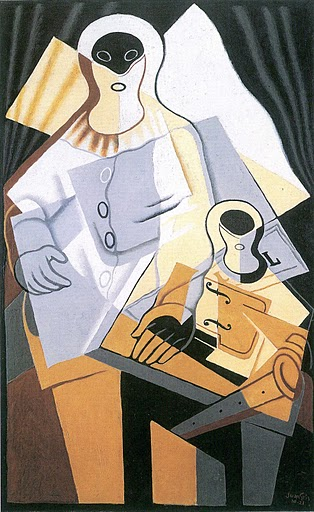
Pierrot (1921)
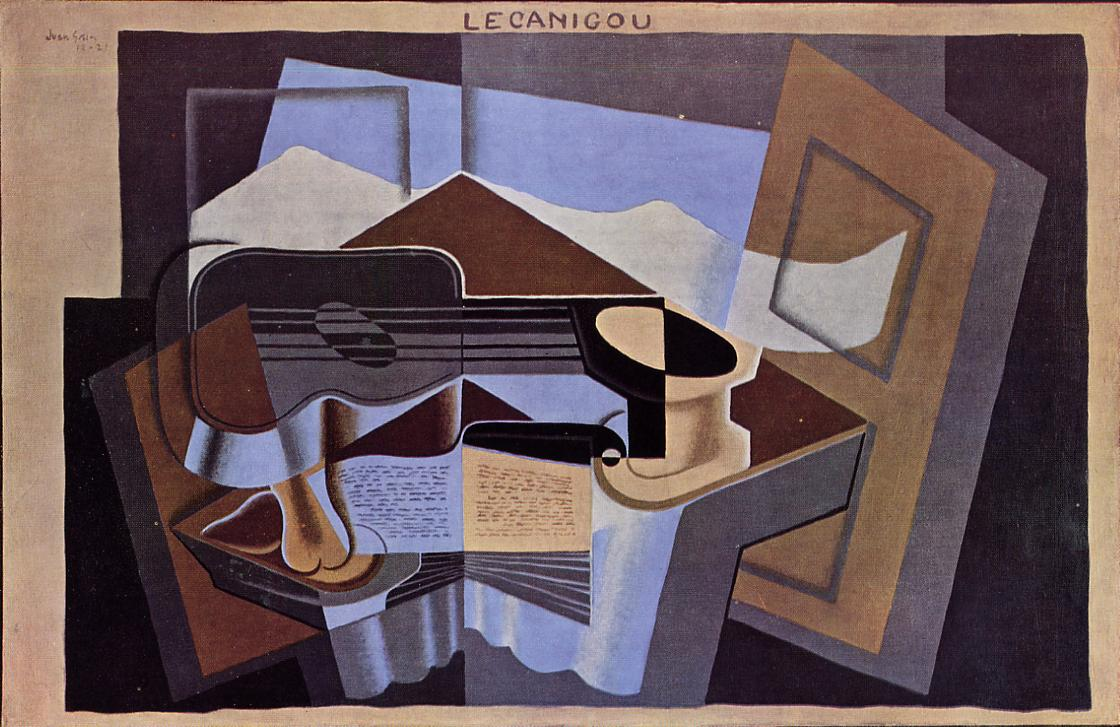
Le Canigou (1921)
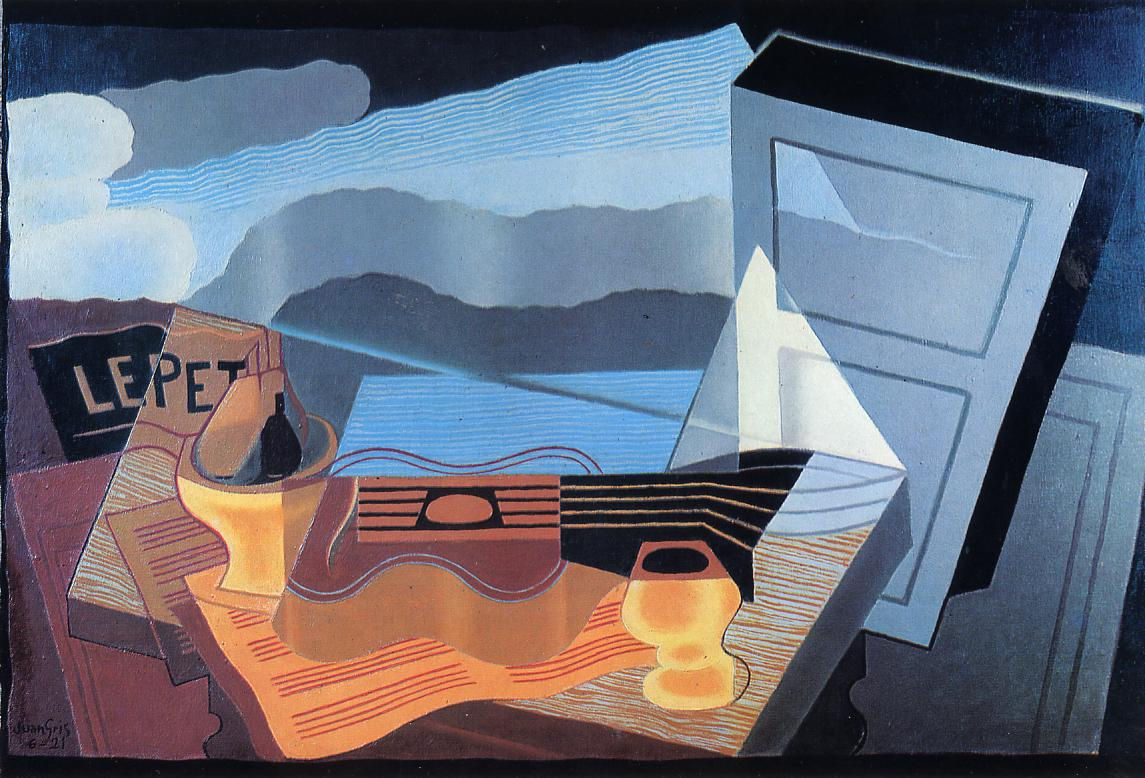
Vue sur la baie (1921)
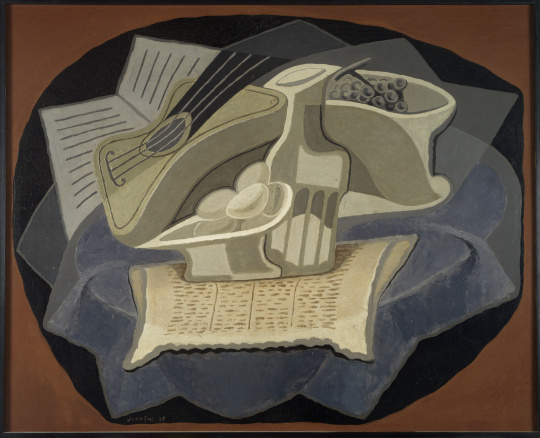
Le Tapis bleu (1925)

Juan Gris articule la plupart de ses théories esthétiques entre 1924 et 1925. Ses Notes sur ma peinture sont publiées en 1923, un peu contre son gré. Il délivre une conférence définitive sur sa théorie artistique, Des possibilités de la peinture, à la Sorbonne en 1924.

« [...} Juan Gris n’a jamais cessé d’être cubiste alors que ses initiateurs s’en détachaient. Mais cette fidélité a été l’occasion d’un approfondissement formel en vue d’atteindre une réelle quiétude. En 1916, alors que la guerre plonge dans la précarité la plupart des peintres, Léonce Rosenberg, le marchand d’art, rédige à l’intention de ses artistes un bref ordre du jour à tous les croyants du « cubisme », dans lequel il édicte les principes suivants : « travail, patience, silence ». Cela semble résumer le parcours de Juan Gris. Il se peut que le silence atteint dans certains tableaux de Juan Gris soit un des grands apports du cubisme au XXe siècle. »

— Tanguy Wuillème
Le critique d'art Maurice Raynal, fidèle ami et son plus fervent défenseur, qui estime que « Juan Gris distille les objets dans un alambic silencieux », résume ainsi son travail sur la forme :

« L'univers artistique de Juan Gris est un ensemble de particularités ayant chacune sa vie spéciale et son imagination les accouche des beautés dont il les a semées. Si pour le vulgaire, les objets sont des ensembles de droites et de courbes, pour Juan Gris, chaque droite ou chaque courbe a sa façon d'être droite ou courbe, et tout est là. »

Salvador Dalí dit de lui : « Juan Gris est le plus grand des peintres cubistes, plus important que Picasso parce que plus vrai. Picasso était constamment tourmenté par le désir de comprendre la manière de Gris dont les tableaux étaient techniquement toujours aboutis, d'une homogénéité parfaite, alors qu'il ne parvenait jamais à remplir ses surfaces de façon satisfaisante, couvrant avec difficulté la toile d'une matière aigre. Il interrogeait sans cesse : « Qu'est-ce que tu mets là ? — De la térébenthine. » Il essayait le mélange, échouait, abandonnait aussitôt, passant à autre chose, divin impatient. »
Picasso, en arrêt devant un des tableaux de Juan Gris exposé chez Kahnweiler quelques années après sa mort, commentera sobrement : « C'est beau, un peintre qui savait ce qu'il faisait ».
Si le marché de l'art peut servir d'indicateur, en 2014, la Nature morte à la nappe à carreaux (1915) a atteint la somme de 34,8 millions de dollars (42,3 millions d'euros) chez Christie’s Londres. En mai 2018, lors de la dispersion de la collection Rockfeller chez Christie’s New York, La Table de musicien (1914) a atteint les 31 millions de dollars (26,3 millions d'euros).

### Autres formes d'expression
Parallèlement aux qualités de son travail de peintre, Gris s'avère également un excellent dessinateur. Formé à l'école du dessin de presse et à la caricature,, il croque avec plaisir ses amis, d'un trait sûr et expressif.

Juan Gris dessinateur
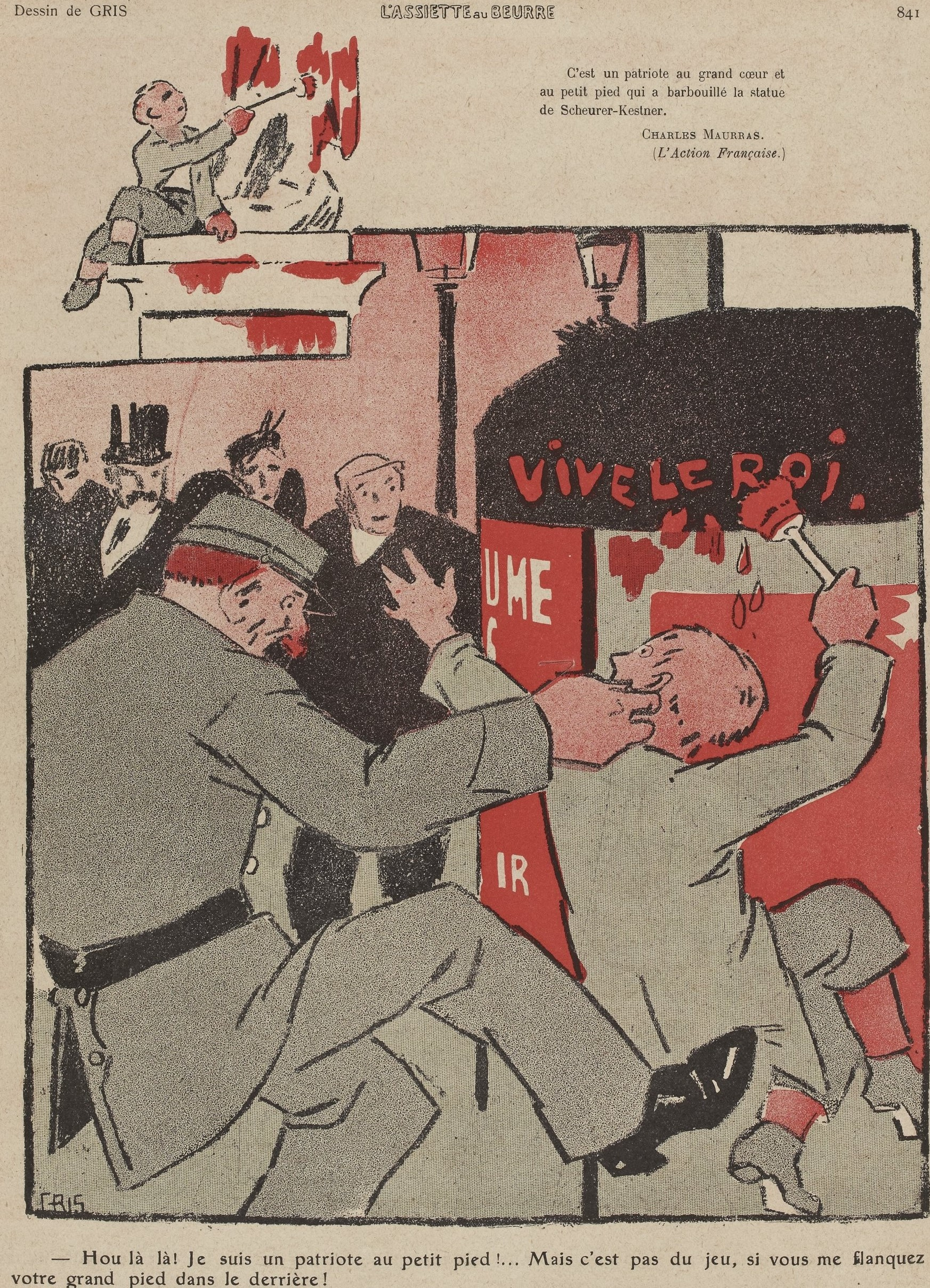
Camelot du roi et policier. Carricature pour l'Assiette au beurre (1909)
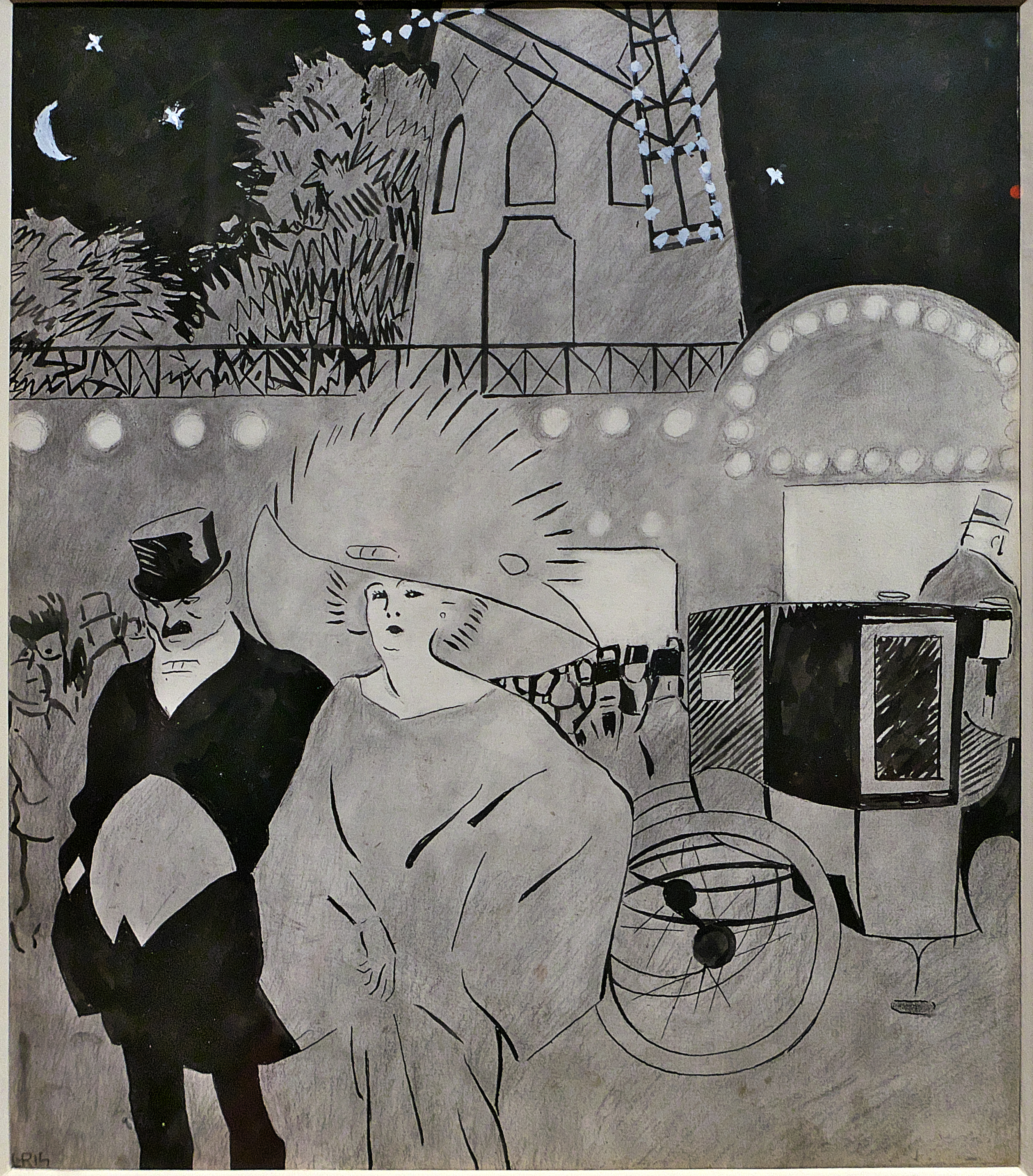
Bal du Moulin rouge.
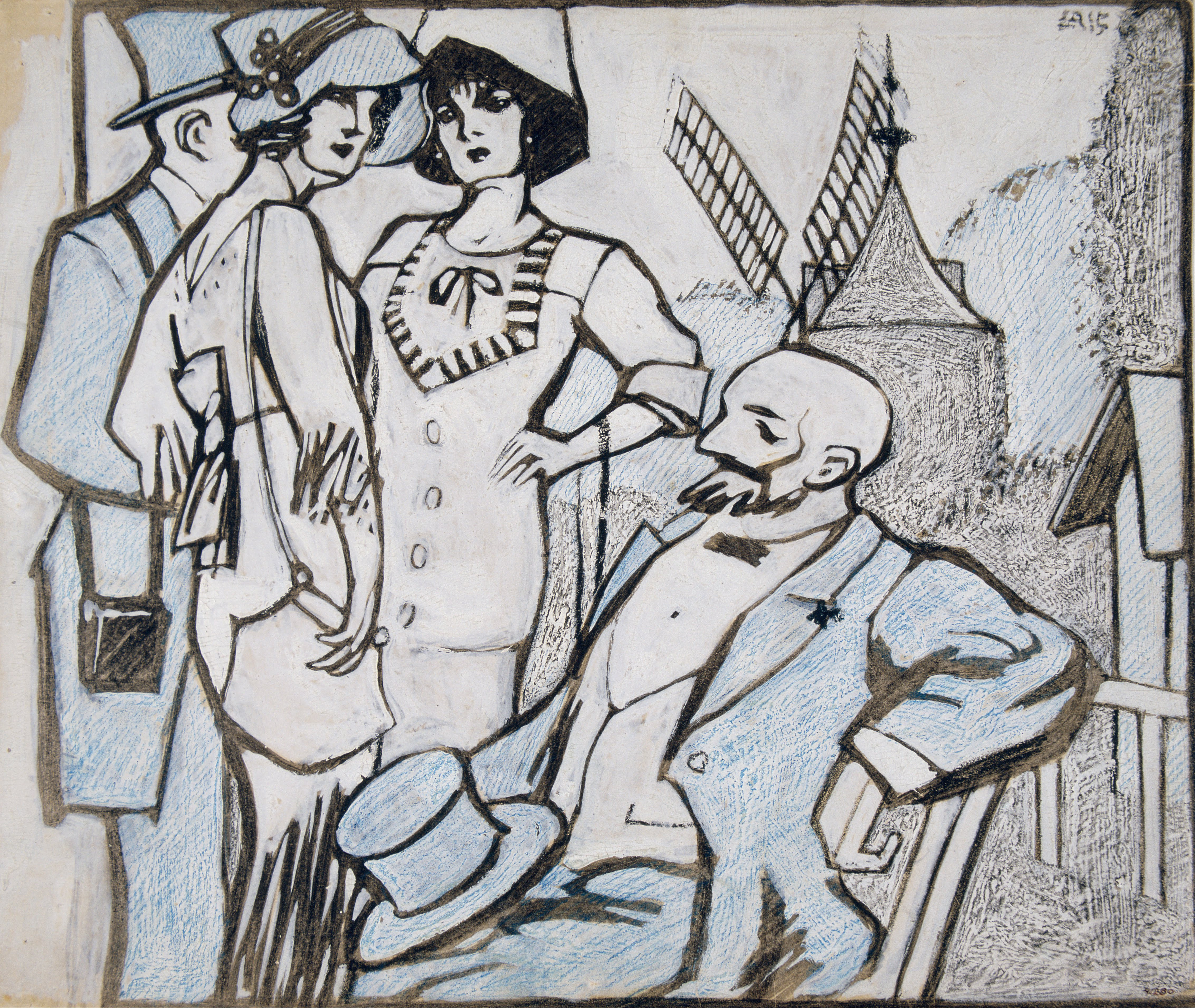
Aux courses de Longchamp (1913).
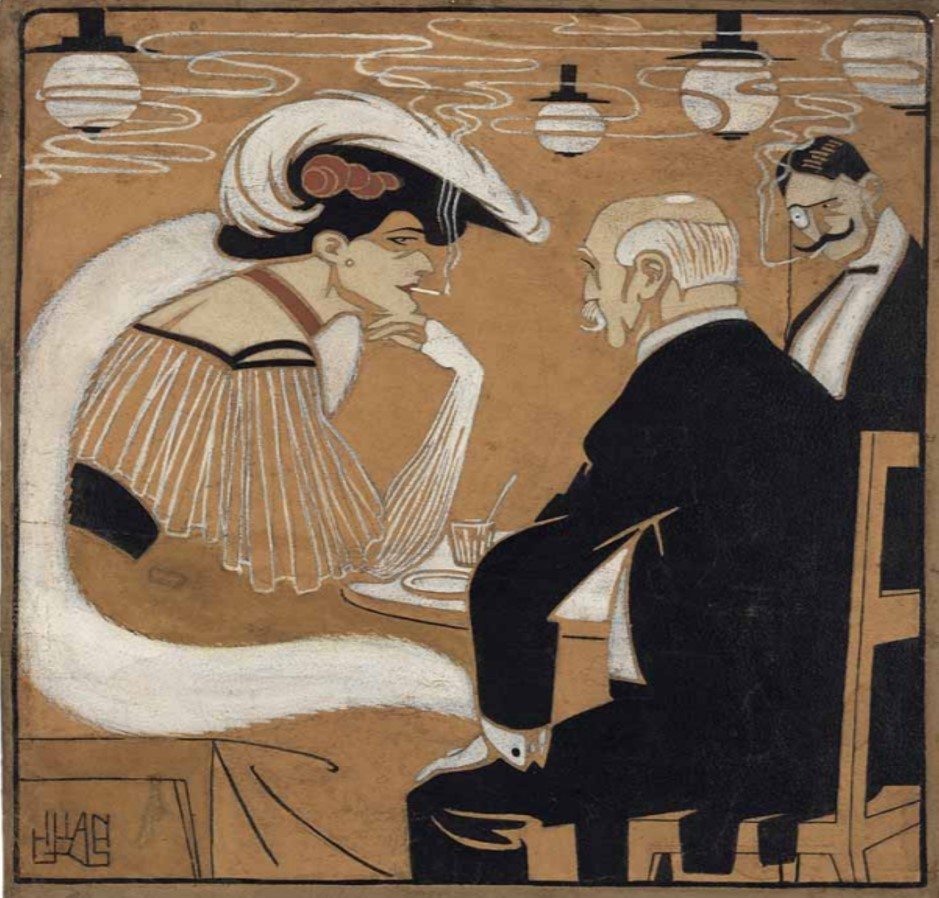
1er mai au Kursall (1907).
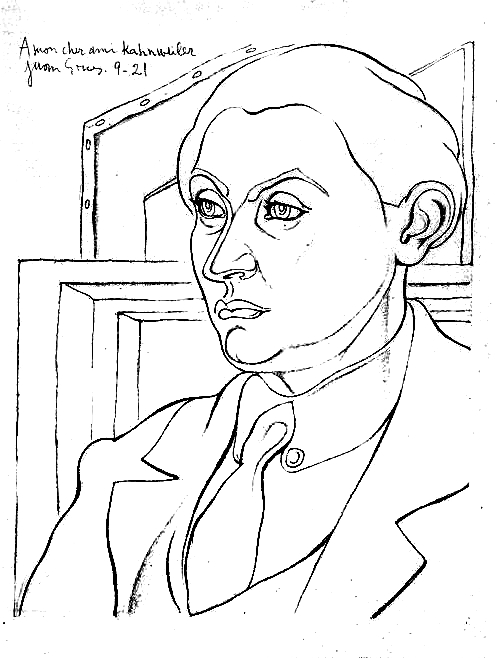
Portrait de Daniel-Henry Kahnweiler (1921).
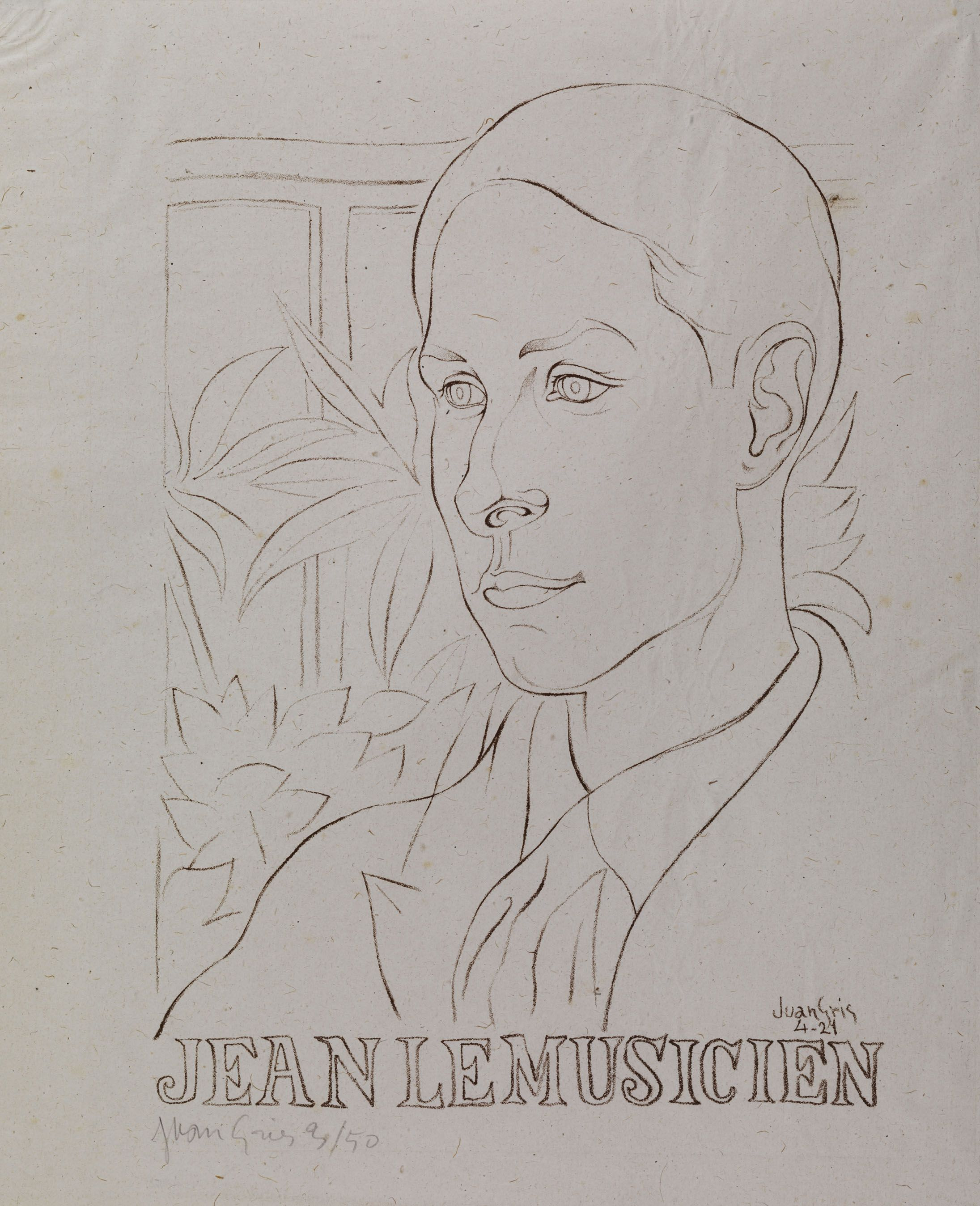
Jean le musicien. Portrait des Jean-Claude Brune (1921).
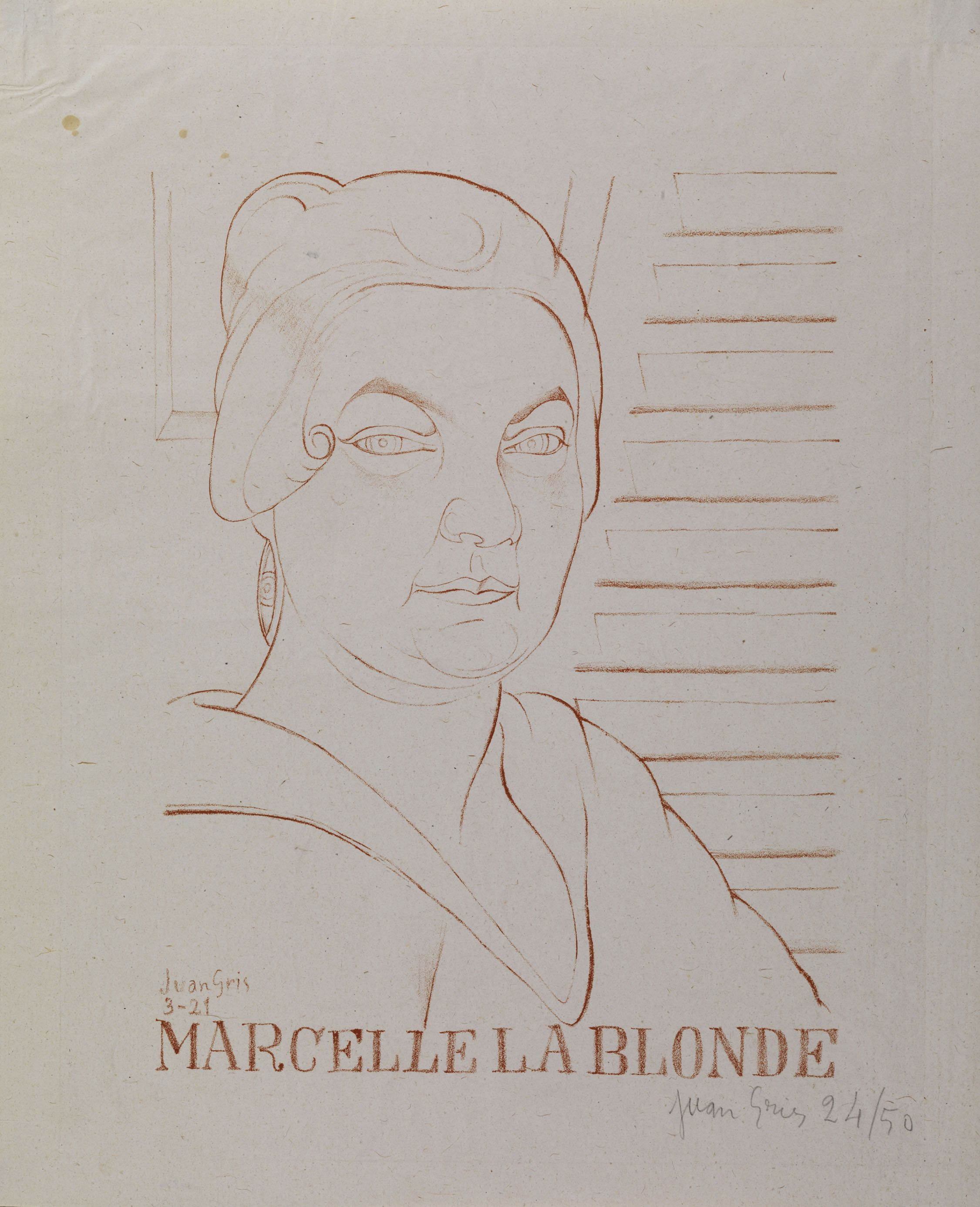
Marcelle la blonde (1921).
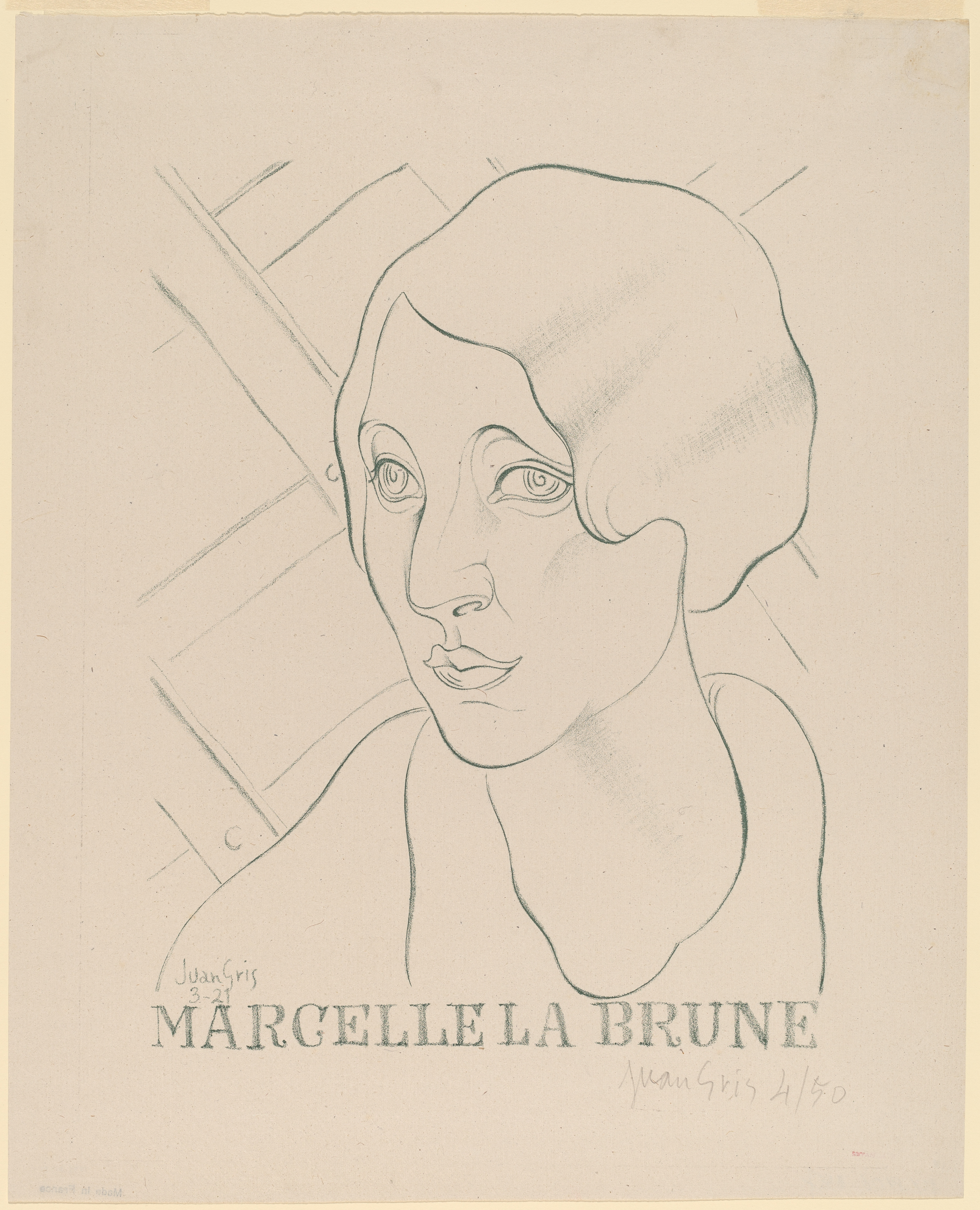
Marcelle la brune (1921).
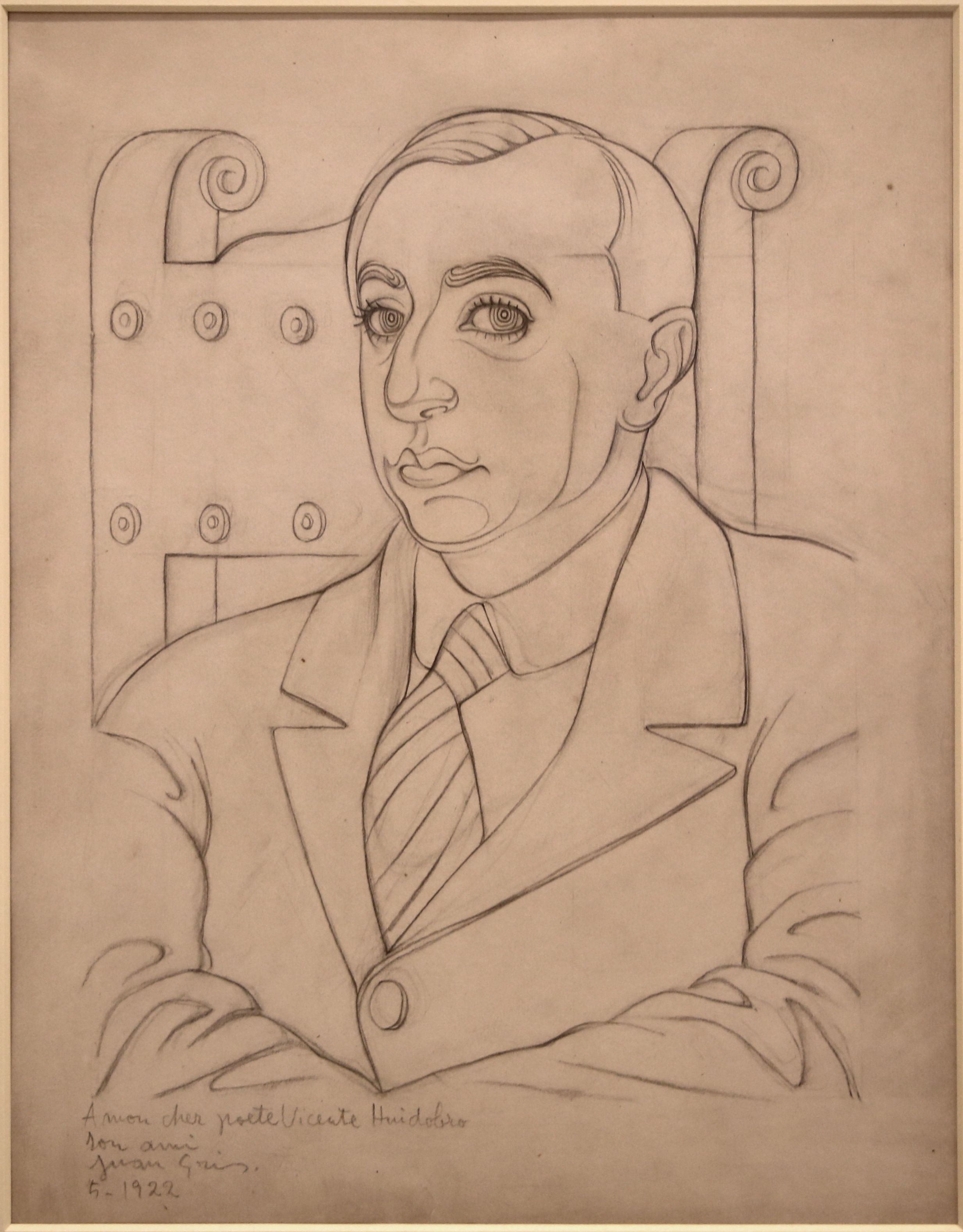
Portrait de Vicente Huidobro (1922).

Ses qualités l'amènent à illustrer de nombreux ouvrages de luxe (il illustre Max Jacob, Raymond Radiguet, Pierre Reverdy, Gertrude Stein, Armand Salacrou, Tristan Tzara), et à collaborer avec Serge Diaghilev pour la création de costumes et les décors de ballets.
Il produira également, pendant une courte période, de petites sculptures peintes en métal plié.

## Œuvres

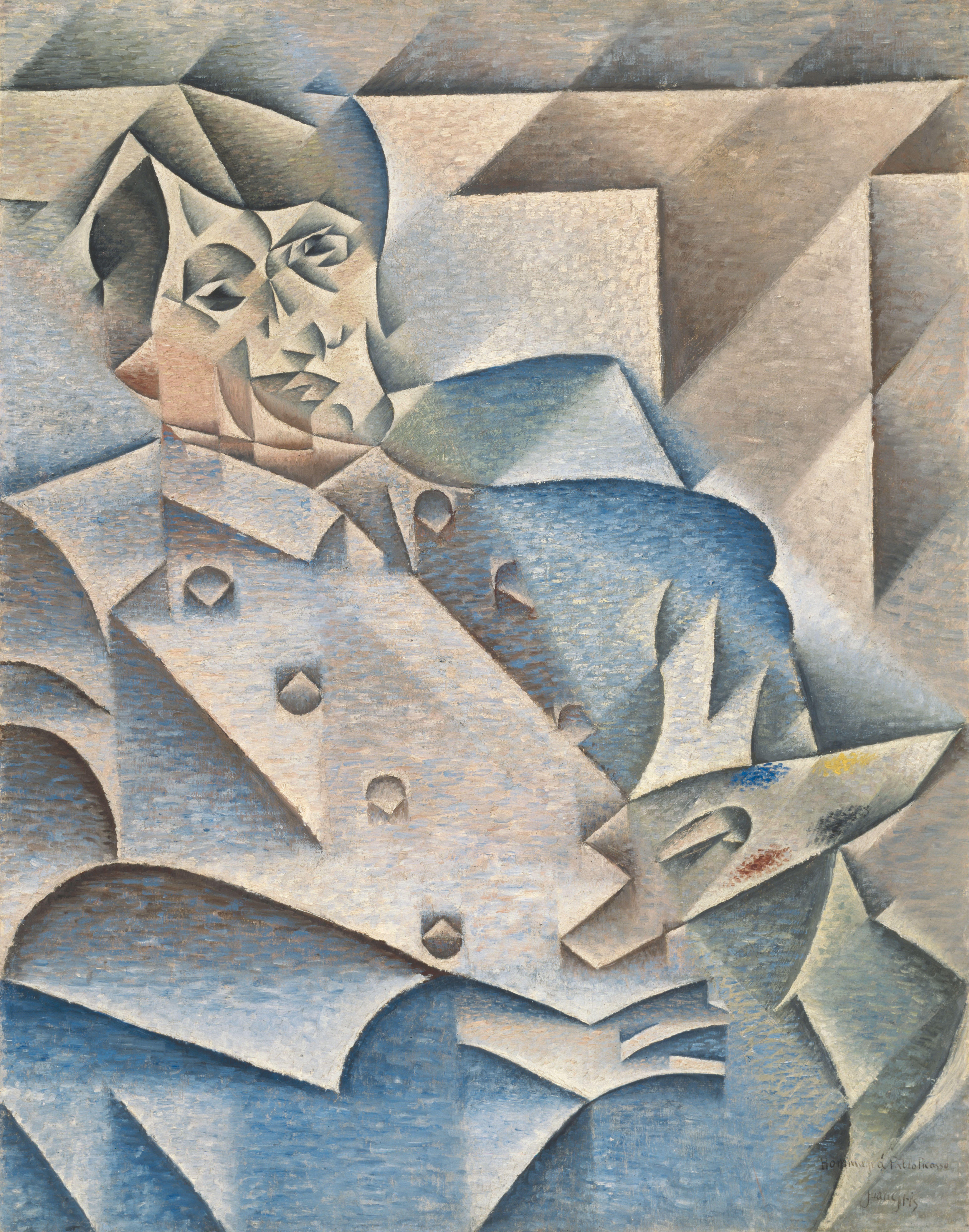
Juan Gris, Portrait de Pablo Picasso (1912).

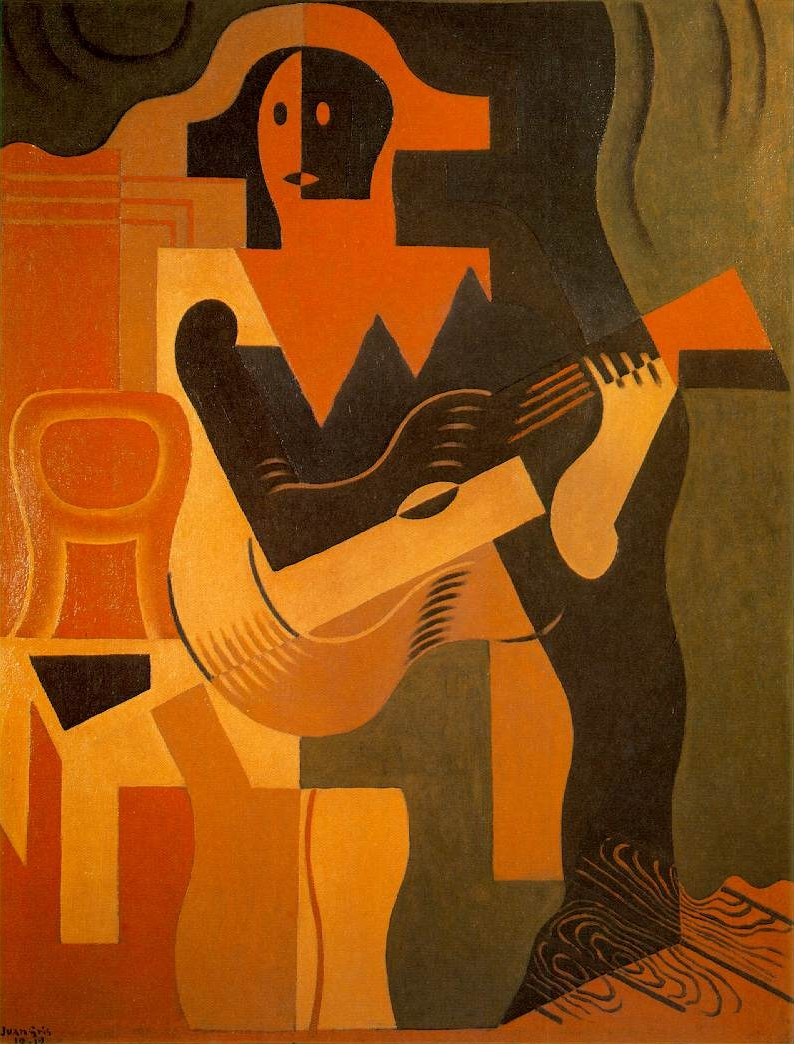
Juan Gris, Arlequin assis à la guitare (1919). Musée National d'Art Moderne, Centre Georges Pompidou, Paris.

- Le Livre, 1911, huile sur toile (55 × 46 cm) ;
- Juan Legua, 1911, huile sur toile, Metropolitan Museum of Art de New York
- Portrait de Pablo Picasso, 1912 ;
- Homme dans un café, 1912 ;
- Le Lavabo, 1912, bouts de miroirs collés ;
- Verre de bière et cartes à jouer, v. 1912 / 1913, huile sur toile (24 × 19 cm) des Beaux-Arts de Dijon ;
- La Guitare, 1913, huile et papier collé sur toile (61 × 50 cm) ;
- Nature morte à la guitare, 1913, huile sur toile, Metropolitan Museum of Art de New York
- Paysage et maisons à Céret, 1913, huile sur toile (100 × 65 cm) ;
- Le Fumeur, 1913 ;
- Nature morte au livre, 1913 ;
- Poires et raisins sur une table, 1913, Metropolitan Museum of Art de New York ;
- Violon et Verre, 1913 ;
- Violon et Cartes à jouer sur une table, 1913, Metropolitan Museum of Art de New York ;
- Le Papier à musique, 1913-1914 ;
- Le Paquet de Café, 1914 ;
- La Jalousie, 1914 ;
- Le Petit Déjeuner, 1914, musée des Beaux-Arts de Boston ;
- Guitare, 1915, collage ;
- Nature morte à la nappe à carreaux, 1915, Metropolitan Museum of Art de New York ;
- Un pot de Géranium, 1915, huile sur toile, collection privée (81 × 60 cm) ;
- Verre et Journal, 1916, huile sur toile (41 × 33 cm) ;
- Nature morte au journal, 1916, huile sur toile (74 × 60 cm) ;
- Nature morte sur une chaise, 1917, huile sur toile (100 × 73 cm) ;
- Nature morte à la plaque, 1917, huile sur toile (81 × 65 cm) ;
- Arlequin à la guitare, 1917, huile sur panneau (100 × 65 cm), Metropolitan Museum of Art ;
- Guitare et compotier sur une table, 1918 ;
- Arlequin assis à la guitare, 1919, huile sur toile (116 × 89 cm)[14] ;
- Le Verre à pied, 1919, aquarelle sur papier (28 × 20 cm), musée des Beaux-Arts de Dijon ;
- Guitare et clarinette, 1920, huile sur toile (73 × 92 cm), Kunstmuseum (Bâle) ;
- Le Canigou, 1921 ;
- La fenêtre ouverte, 1921, musée Reina Sofia, Madrid ;
- Guitare face à la mer, 1924, acrylique sur toile (50 × 60 cm) ;
- Le Compotier, 1924, huile sur toile (19 × 27 cm), musée des Beaux-Arts de Dijon ;
- Les Mots croisés, 1925, musée d'Art moderne de Fontevraud, Fontevraud-l'Abbaye ;
- Le Tapis bleu, 1925, Centre national d'art et de culture Georges-Pompidou, Paris ;
- Guitare et journal, 1925, musée Reina Sofía, Madrid ;
- Guitare et Compotier, 1926-1927[15] ;
- Femme à la guitare, 1926, Statens Museum for Kunst, Copenhague;
- Portrait de Max Jacob, 1916, crayon graphite sur papier vélin, 35,4 x 26,9 cm, musée des Beaux-Arts d’Orléans[16].

## Écrits
- Juan Gris, Écrits, Éditions de la Nerthe, coll. « La petite classique », 2014, 35 p.  (ISBN 978-2-916862-54-5).